# Cunninghamites
Cunninghamites — викопний рід хвойних рослин родини кипарисових (Cupressaceae). Рід існував у кінці крейдового періоду. Скам'янілі відбитки представників роду знайдені в Європі.

## Види
†Cunninghamites australis 
†Cunninghamites elegans (Corda) Endlicher, 1847
†Cunninghamites lignitum (Sternberg) Kvacek
†Cunninghamites oxycedrus Presl
†Cunninghamites ubaghsii Debey ex Ubaghs
†Cunninghamites recurvatus Hosius & Von Der Marck
†Cunninghamites squamosus Heer